# Anna Loos
Pour les articles homonymes, voir Loos.

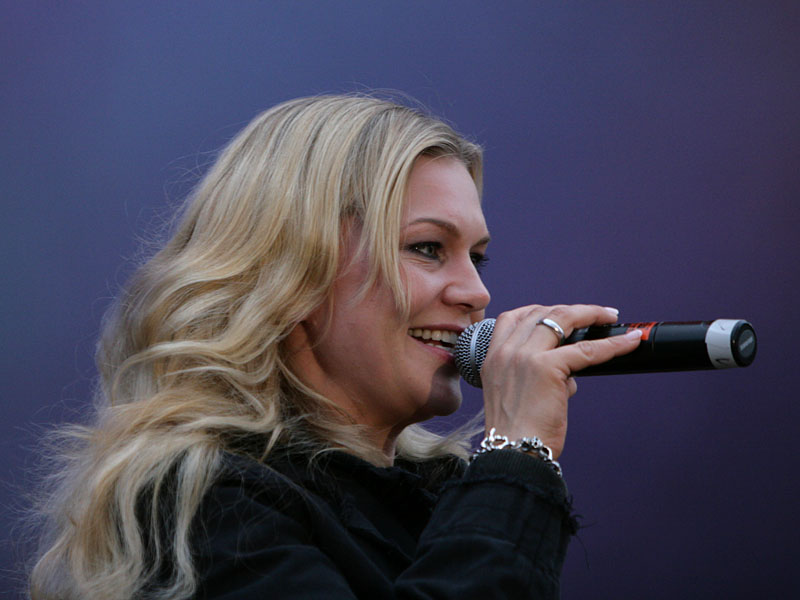
Anna Loos en concert à Chemnitz en juillet 2007.

Anna Loos est une actrice et chanteuse allemande, née le 18 novembre 1970 à Brandebourg-sur-la-Havel.

## Biographie
Anna Loos est apparue dans plus de cinquante films depuis 1996. De 2006 à 2018 elle est la chanteuse du groupe de rock Silly.
Elle est mariée à l'acteur Jan Josef Liefers. Ils ont deux filles ensemble et vivent à Südende, un quartier de Berlin-Steglitz.

## Filmographie

### Cinéma
- 1997 : Slick & Sly : Mo
- 1998 : Kai Rabe gegen die Vatikankiller : Esther
- 2000 : Anatomie : Gretchen
- 2001 : Der Mistkerl : Anna Hausmann, Pauline's Mother
- 2001 : Ein Göttlicher Job : Jana
- 2003 : NeuFundLand : Christiane und Julia
- 2005 : Gisela : Anita
- 2006 : Der Kleine Ben : Bens Mutter
- 2007 : GG 19 - Eine Reise durch Deutschland in 19 Artikeln : Deutschlehrerin, Art. 7
- 2008 : Nur ein Sommer : Eva
- 2008 : 10 Sekunden : Svenj

### Télévision

#### Série télévisée
- 1996 : T.V. Kaiser (saison 1, épisode 2 : Mein Kind ist ein Fan oder Die Boyzone liegt nicht im Osten) : Sabina Baumeister
- 1997 : Doppelter Einsatz (saison 4, épisode 3 : Der Mörder mit der Maske) : Petra
- 1998 : Balko (saison 3, épisode 8 : La Nouvelle) : Frau Köllmann
- 1999 : STF (SK Kölsch) (saison 1, épisode 4 : Double Jeu) : Yvonne
- 2006 : Nachtschicht (saison 1, épisode 4 : Der Ausbruch) : Doreen 'Rosi' Nowak
- 2006 : Stolberg (saison 1, épisode 3 : Kreuzbube) : Carolin Jacobsa
- 2007 : Schimanski (saison 1, épisode 17 : Loverboy) : Susanne Mellert
- 1997 - 2013 : Tatort (17 épisodes)

#### Téléfilm
- 1998 : Célibataire cherche héritier (Single sucht Nachwuchs)
- 1998 : Der Kinderhasser : Julia Sommer
- 1998 : Höllische Nachbarn : Maike Falkner
- 1999 : Traumfrau mit Nebenwirkungen : Uli
- 1999 : Sieben Tage bis zum Glück : Karen Siebert
- 2000 : Serre-moi fort ! (Halt mich fest!) : Rita
- 2000 : Höllische Nachbarn : Nur Frauen sind schlimmer : Maike Falkner
- 2001 : Das Sündige Mädchen : Annemarie / Angela
- 2001 : Die Hunde sind schuld : Daniela
- 2002 : Die Frauenversteher : Männer unter sich : Linda Boyle
- 2002 : Verhexte Hochzeit : Anna-Clara
- 2002 : Der Liebe entgegen : Angelika 'Geli' Hauser
- 2005 : Un Koala, mon papa et moi (Ein Koala-Bär allein zu Haus) : Kate
- 2005 : In Liebe eine Eins : Leni Bluhm
- 2006 : Das Geheimnis im Moor : Sabrina Hellstein
- 2006 : Le Mariage de mon père (Die Hochzeit meines Vaters) : Mona Marischka
- 2006 : Die Unbeugsamen : Frau Garnier
- 2007 : Von Müttern und Töchtern : Lena Schneider
- 2007 : Theo, Agnes, Bibi und die anderen : Agnes Hartmann
- 2008 : Das Echo der Schuld : Virginia Quentin
- 2008 : Une jeunesse berlinoise (Das Wunder Von Berlin) : Juliane
- 2008 : Lilys Geheimnis : Lily
- 2009 : Es liegt mir auf der Zunge : Erika Wilmenrod
- 2011 : La Prof (Die Lehrerin) : Andréa
- 2011 : La Sirène marocaine : Rieke
- 2013 : 1933, quand la nuit tombe sur Berlin : Henny Dallgow
- 2013 : La femme d'avant : Claudia